# Dorsale Mohns
La Dorsale Mohns è una sezione della dorsale medio atlantica situata tra la zona settentrionale dell'Oceano Atlantico e quella meridionale del Mare Glaciale Artico, a nord-est di Jan Mayen, a sud-ovest delle Svalbard, a est della Groenlandia e a ovest della Norvegia.
La sua estremità meridionale, formata dalla zona di frattura di Jan Mayen, si trova vicino alla costa settentrionale dell'isola di Jan Mayen.